# Aeridinae
Aeridinae (trước đây là Sarcanthinae) là một phân tông của Tông Vandeae (Họ Orchidaceae) mà các đại diện đều có một tập quán mọc đơn thân và không có củ giả. Phân tông này có hơn 1300 loài trong 103 chi, gồm khoảng 208 (38%) chi lai. Chúng hầu hết có mặt ở châu Á, một ít ở châu Phi. Điểm khác biệt của chúng với các loài trong phân tông Vandeae là một entire rostellum, một cựa tương đối nhỏ dưới cánh hoa, và 4 (hoặc 2) pollinia.
Một số chi chứa các loài có hoa lớn nhất trong họ phong Lan.

## Hình ảnh

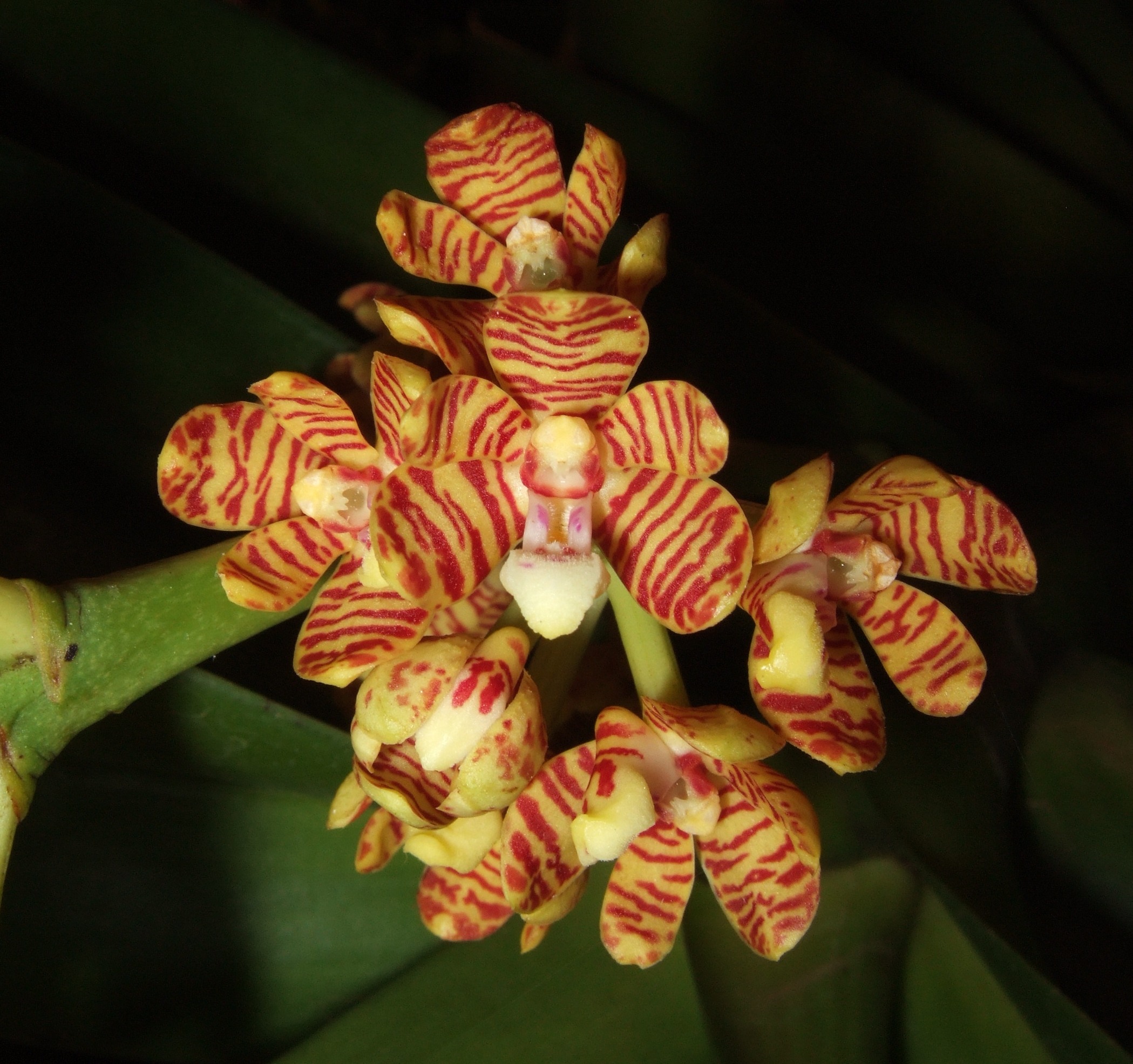
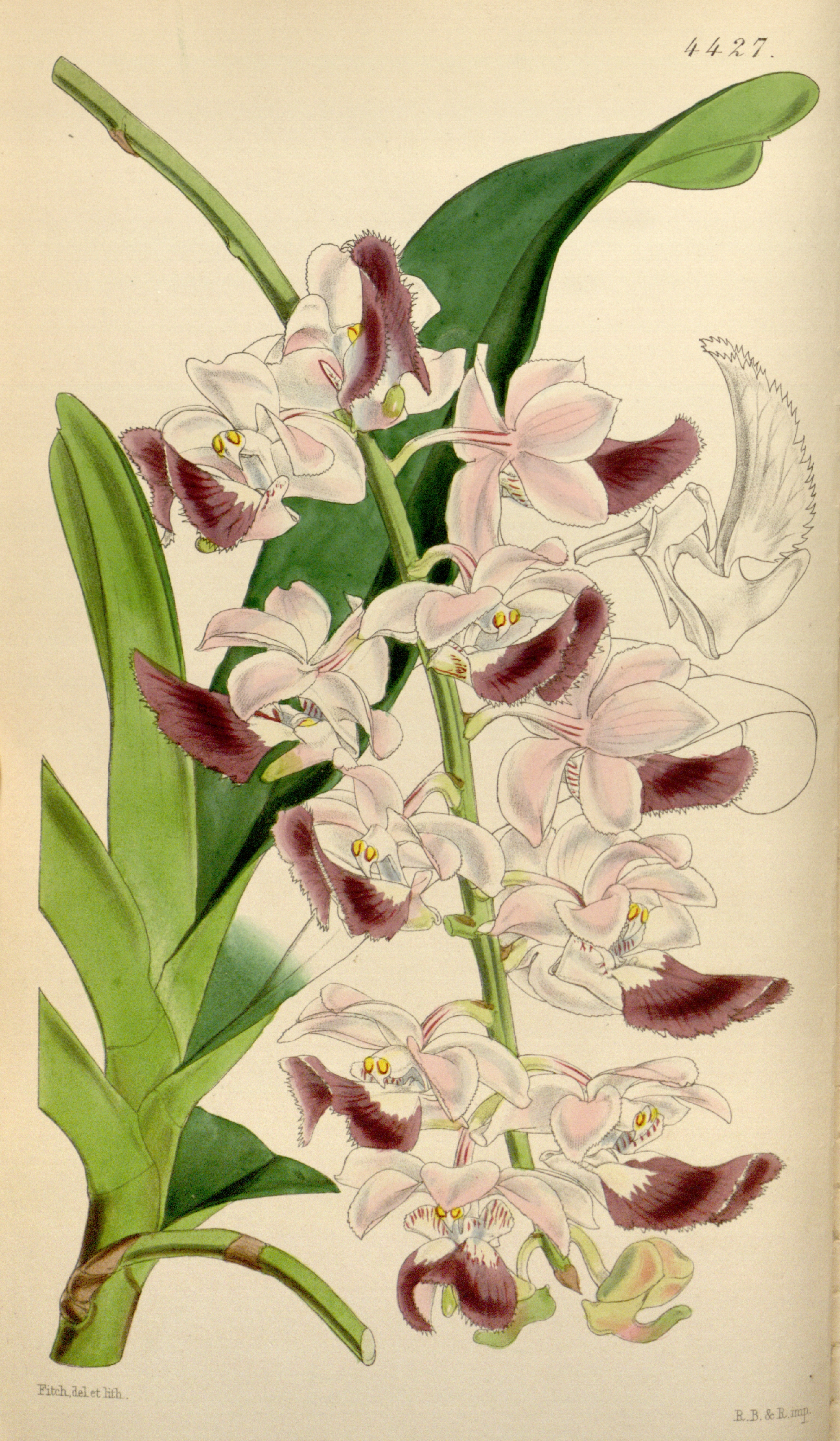

## Các chi
| Abdominea Acampe Adenoncos Aerides Amesiella Arachnis Armodorum Ascocentrum Ascochilopsis Ascochilus Ascoglossum Biermannia Bogoria Brachypeza Calymmanthera Ceratocentron Ceratochilus Chameaeanthus Chiloschista Christensonia Chroniochilus Cleisocentron Cleisomeria Cleisostoma Diplocentrum Diploprora Drayadorchis Drymoanthus |  | Dyakia Eparmatostigma Esmeralda Euanthe Gastrochilus Grosourdya Gunnarella Haraella Holcoglossum Hygrochilus Hymenorchis Lesliea Loxomorchis Luisia Macropodanthus Malleola Micropera Microsaccus Microtatorchis Mobilabium Neofinetia Nothodoritis Omoea Ornithochilus Papilionanthe Papillilabium Paraphalaenopsis Parapterocera |  | Pelatantheria Pennilabium Peristeranthus Phalaenopsis Pomatocalpa Phragmorchis Pteroceras Renanthera Rhynchostylis Robiquetia Sarcochilus Sarcoglyphis Sarcophyton Schoenorchis Sedirea Seidenfadenia Smithsonia Smitinandia Staurochilus Stereochilus Taeniophyllum Thrixspermum Trichoglottis Tuberolabium Uncifera Vanda Vandopsis Ventricularia Xenikophyton |